# Zaratornis stresemanni
Zaratornis stresemanni là một loài chim trong họ Cotingidae.